# Gérard De Boe
Gérard De Boe (Maarkedal 2 november 1904 - Watermaal-Bosvoorde 16 maart 1960) was een Belgische filmregisseur. Samen met Ernest Genval was hij de meest productieve Belgische regisseur van koloniale films.

## Carrière
Gérard de Boe begon zijn carrière als onderwijzer op een lagere school en vervolgens als gezondheidswerker bij de Belgische overheid in Congo vanaf 1927. In 1937 begon amateurfilms te maken over de levensomstandigheden in Congo. In 1938 werd hij officieel staatsfilmer. Na de Tweede wereld oorlog nam hij ontslag en richtte hij zijn eigen productiemaatschappij op. Vanaf 1948 gaf de Koninklijk Belgisch Filmarchief, onder leiding van directeur Fernand Rigot, hem de opdracht om verschillende films te produceren, net zoals bij andere Belgische regisseurs als Charles Dekeukeleire en André Cauvin.